# Estadio Shenzhen
El Estadio Shenzhen (en chino simplificado, 深圳市体育场; Shenzhen Stadium) es un estadio multiusos ubicado en Shenzhen (Guangdong, China) parte del Centro Deportivo de Shenzhen, que incluye instalaciones deportivas, culturales y comerciales que ocupan una superficie total de 376.300 metros cuadrados. 

## Historia

### Orígenes y construcción
La construcción del Estadio Shenzhen comenzó a principios de los años 90, como parte del ambicioso plan de desarrollo urbano de Shenzhen tras su designación como Zona Económica Especial en 1980. El proyecto respondía a la creciente necesidad de infraestructuras deportivas de alto nivel en una ciudad que experimentaba un rápido crecimiento demográfico y económico.
El estadio fue oficialmente inaugurado en junio de 1993, con una inversión total de 141 millones de yuanes procedentes de fondos municipales. Su construcción representó un hito importante en el desarrollo deportivo de la región, siendo en aquel momento una de las instalaciones deportivas más modernas del sur de China.
Desde su apertura, el estadio se convirtió en el epicentro deportivo de la ciudad. En 1994, se estableció como sede oficial del recién formado Shenzhen Football Club (entonces conocido como Shenzhen Jianlibao), que comenzó a competir en la liga profesional china. Esta asociación contribuyó significativamente a popularizar el fútbol en la región y a consolidar la importancia del estadio en el panorama deportivo nacional.
Durante la década de 1990 y principios de 2000, el estadio acogió numerosos eventos deportivos nacionales e internacionales, contribuyendo a posicionar a Shenzhen como un centro deportivo de relevancia. Particularmente destacable fue su papel durante los Juegos Nacionales de China en 1997, donde albergó varias competiciones.
El punto culminante en la historia del estadio antes de su renovación llegó en 2011, cuando Shenzhen fue seleccionada como sede de las Universiadas de Verano. El Estadio Shenzhen sirvió como una de las principales instalaciones para este evento internacional, acogiendo las ceremonias de apertura y clausura, así como las competiciones de atletismo. Este evento supuso un reconocimiento internacional para la instalación y motivó las primeras mejoras significativas en su infraestructura.
A lo largo de su historia, el estadio fue testigo del ascenso del Shenzhen FC a la Superliga de China en varias ocasiones, así como de importantes partidos internacionales amistosos que han enfrentado a la selección china con equipos de otros países.

### Proyecto de renovación y mejora
El proyecto de renovación y mejora del Centro Deportivo de Shenzhen comenzó en mayo de 2020, comprendiendo una superficie de construcción nueva y ampliada de 376.300 metros cuadrados. La renovación transformó el estadio de fútbol, eliminando las pistas de atletismo y aumentando su capacidad de 32.500 a 45.000 espectadores simultáneos.

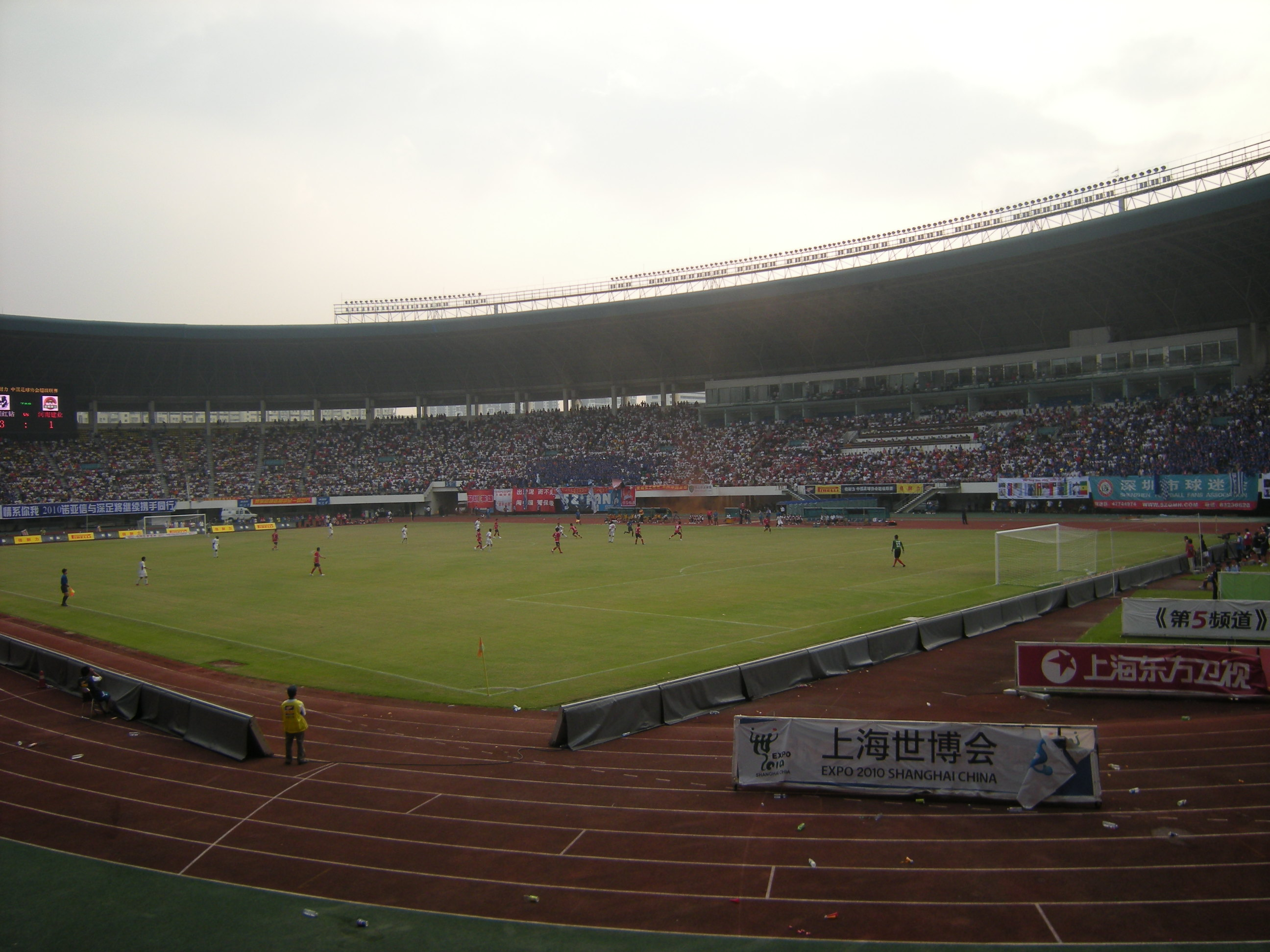
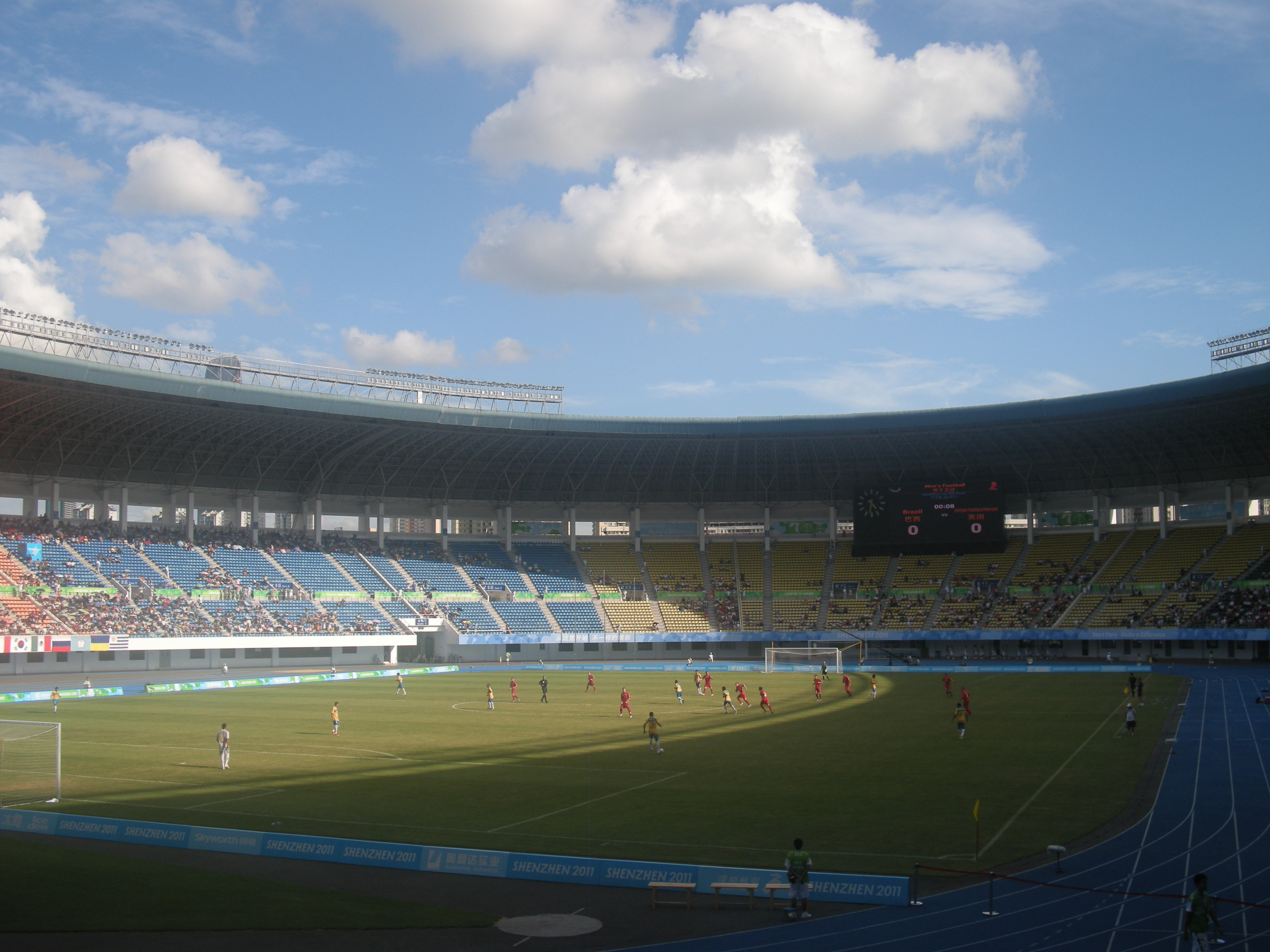

El proyecto de renovación comenzó en mayo de 2020 y alcanzó un hito clave el 18 de octubre de 2024, cuando el estadio principal renovado entró en funcionamiento. Posteriormente, el 27 de febrero de 2025, se finalizó la construcción del edificio principal, dando paso a la fase de acabados. Finalmente, el 28 de marzo de 2025, el renovado Estadio del Centro Deportivo de Shenzhen acogió oficialmente su primer partido de fútbol tras las obras. El encuentro enfrentó al Shenzhen Peng City contra el Yunnan Yukun, correspondiente a la tercera jornada de la Superliga china, marcando así la apertura del nuevo estadio para la temporada 2025.